# Willy Zeunert
Max Paul Willy Zeunert (* 2. August 1882 in Berlin; † 8. Juni 1969 in Berlin, Deutschland) war ein deutscher Aufnahmeleiter, Filmeditor und Filmregisseur.

## Leben
Über die frühen Jahre Zeunerts ist kaum etwas bekannt. Er stieß kurz nach Ende des Ersten Weltkriegs zum Film und arbeitete die folgenden Jahre als Aufnahmeleiter. Die Produktionsfirma Phoebus setzte ihn auch als Regieassistent und Filmeditor ein. Mit Anbruch des Tonfilmzeitalters besorgte Zeunert zunächst den Tonschnitt, später verantwortete er den Filmschnitt.
Bis Mitte der 30er Jahre war Zeunert in Diensten kleiner Filmgesellschaften. Danach arbeitete er auch für größere Firmen wie Aco-Film, Cine-Allianz, Terra und Tobis, wobei er in den letzten Kriegsjahren nur noch für die UFA beschäftigt war. Unmittelbar nach der Gründung der DEFA wurde Zeunert als Editor und Dokumentarfilmregisseur eingestellt. 1948 zog er sich von der aktiven Filmherstellung zurück.
Willy Zeunert starb im Juni 1969 kurz vor seinem 87. Geburtstag. Sein Sohn Kurt Zeunert arbeitete ebenfalls als Editor.

## Filmografie

### Als Aufnahmeleiter
- 1924: Dreiklang der Nacht
- 1924: Gentleman auf Zeit (auch Schauspieler)
- 1925: Der Kampf gegen Berlin
- 1925: Nick, der König der Chauffeure
- 1925: Die vertauschte Braut
- 1926: Die dritte Eskadron
- 1927: Fürst oder Clown
- 1928: Ihr dunkler Punkt
- 1929: Adieu, Mascotte

### Als Editor
- 1929: Wenn Du einmal Dein Herz verschenkst (Tonschnitt)
- 1930: Bockbierfest (Tonschnitt)
- 1930: Die große Sehnsucht
- 1930: Zwei Menschen
- 1930: Seitensprünge
- 1931: Trara um Liebe
- 1931: Das Geheimnis der roten Katze
- 1931: Der Draufgänger
- 1932: Der Frauendiplomat
- 1932: Die unsichtbare Front
- 1932: Husarenliebe
- 1932: Die Tänzerin von Sanssouci
- 1932: Das Abenteuer der Thea Roland
- 1933: Das Tankmädel
- 1933: Hochzeit am Wolfgangsee
- 1934: Ein Mädchen mit Prokura
- 1934: Was bin ich ohne Dich
- 1934: Ein Kind, ein Hund, ein Vagabund
- 1934: Mein Leben für Maria Isabell
- 1935: Künstlerliebe
- 1936: Familienparade
- 1936: Das Hermännchen
- 1936: Hilde und die 4 PS
- 1937: Hahn im Korb
- 1938: Kameraden auf See
- 1938: Peter spielt mit dem Feuer
- 1939: Parkstraße 13
- 1939: Roman eines Arztes
- 1939: Das Gewehr über!
- 1940: Angelika
- 1940: Die lustige Vagabunden
- 1941: Am Abend auf der Heide
- 1941: Sechs Tage Heimaturlaub
- 1942: Kleine Residenz
- 1943: Gefährtin meines Sommers
- 1944: Ein fröhliches Haus
- 1944: Das Hochzeitshotel
- 1944/49: Wie sagen wir es unseren Kindern?
- 1946: Potsdam baut auf (Kurzdokumentarfilm)
- 1947: Und alles wird wieder gut ! (Kurzdokumentarfilm, auch Regie)
- 1948: Eine Stadt hilft sich selbst (Kurzdokumentarfilm, auch Regie)